# Fermansbo urskog
Fermansbo urskog är ett naturreservat i Surahammars och Sala kommuner i Västmanlands län.
Reservatet bildades 1984 och har därefter utvidgats 1992 och 2007 . Det är idag på 354 hektar och består av små och stora myrmarker i lågt liggande partier och svackor och barrskog på högre, torrare delar. Granar dominerar på lågbelägen moränmark och tallar dominerar på hällmarker och på magra marker med tunt jordlager.
Träden är i genomsnitt 130-170 år gamla i centrala delar av området. Det har troligen kolats i Fermansbo urskog under mitten av 1800-talet, men kulturpåverkan har senare varit liten, även om det förekommit huggningar även på 1900-talet.
Framför allt Krokmossen i östra delen, som är ett Natura 2000-område, har ett rikt fågelliv, bland annat med häckande tretåig hackspett, orre, tjäder och ljungpipare.
I naturreservatet finns garnlav, ringlav och liten blekspik samt gräddticka, fläckporing och gränsticka.
Skogsbranden i Västmanland 2014 berörde en mindre del i den nordöstra delen av urskogen. I norr gränsar naturreservatet till det efter branden bildade naturreservatet Hälleskogsbrännan.

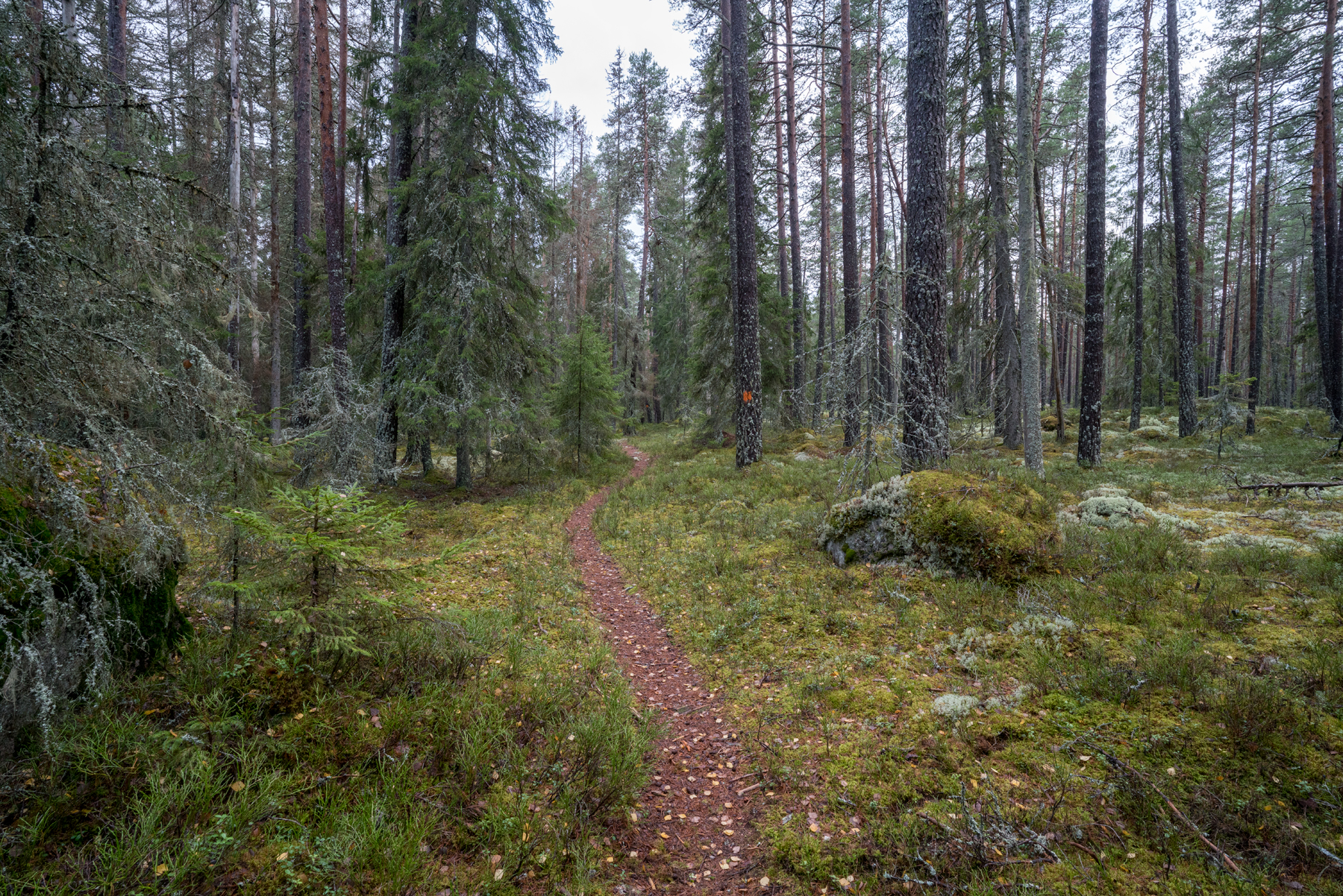
Del av den markerade stigslingan i Fermansbo urskog.
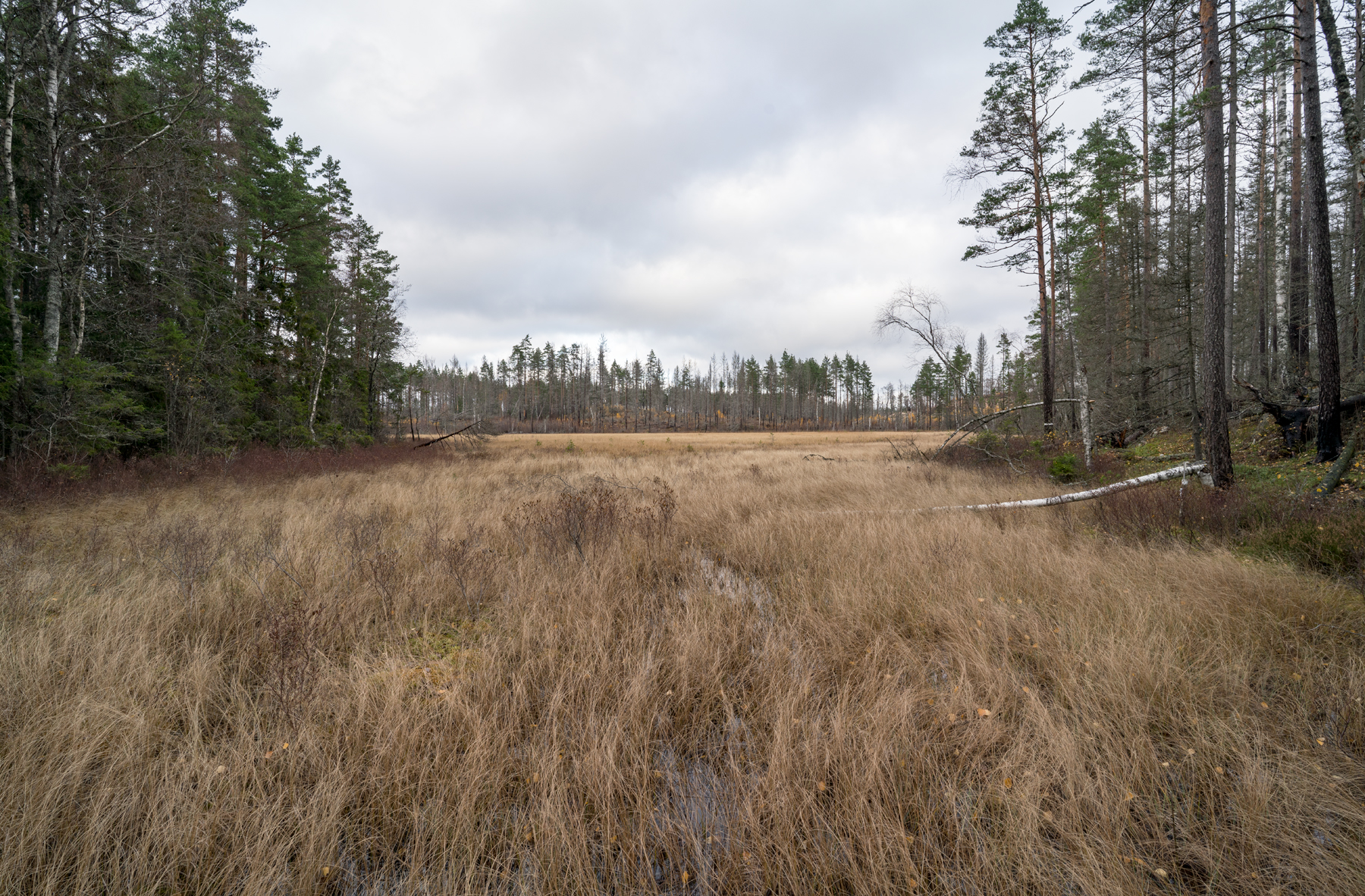
Långmossen på gränsen till Hälleskogsbrännans naturreservat.
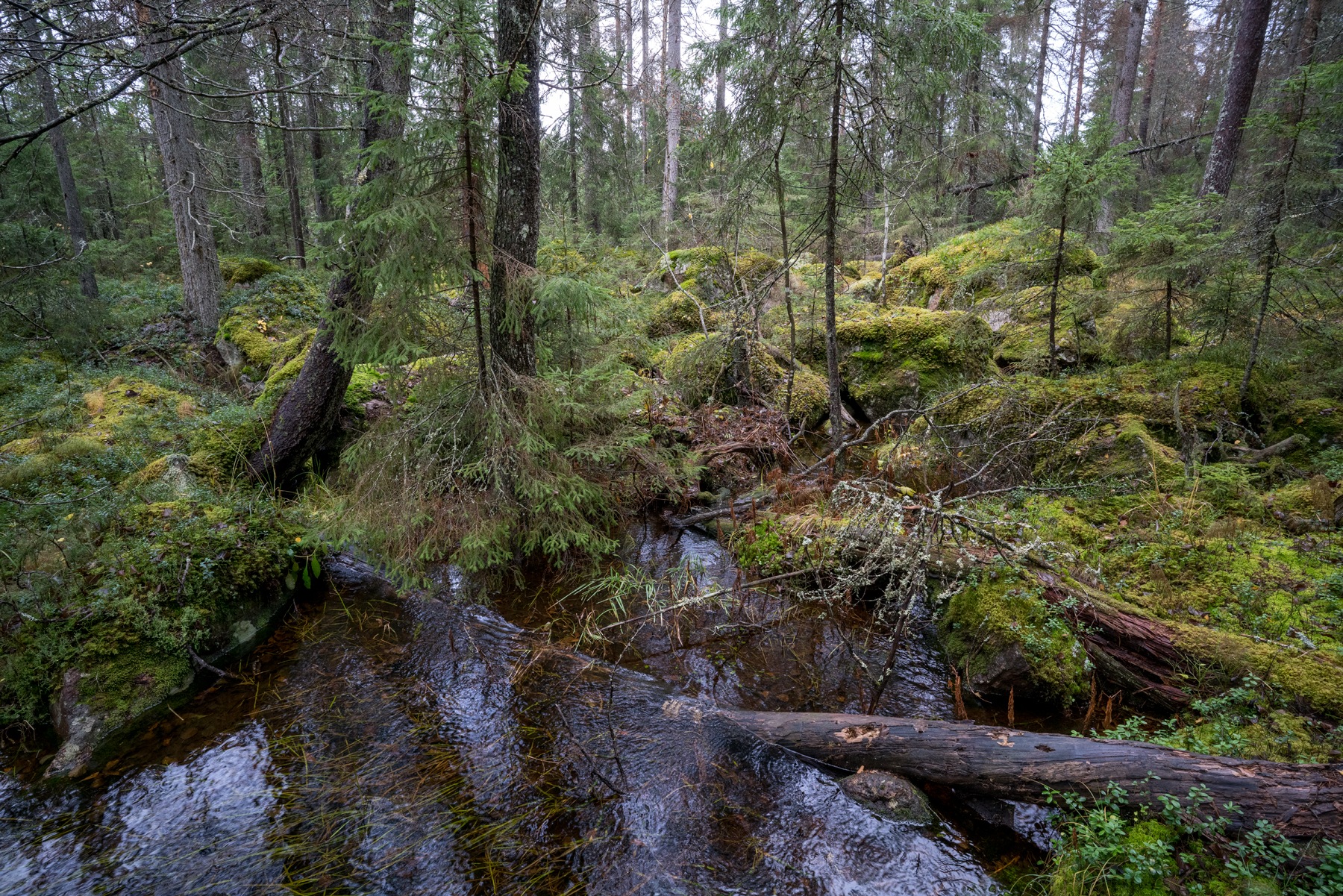
Bäck som flyter mellan Långmossen och Hässjemossen.
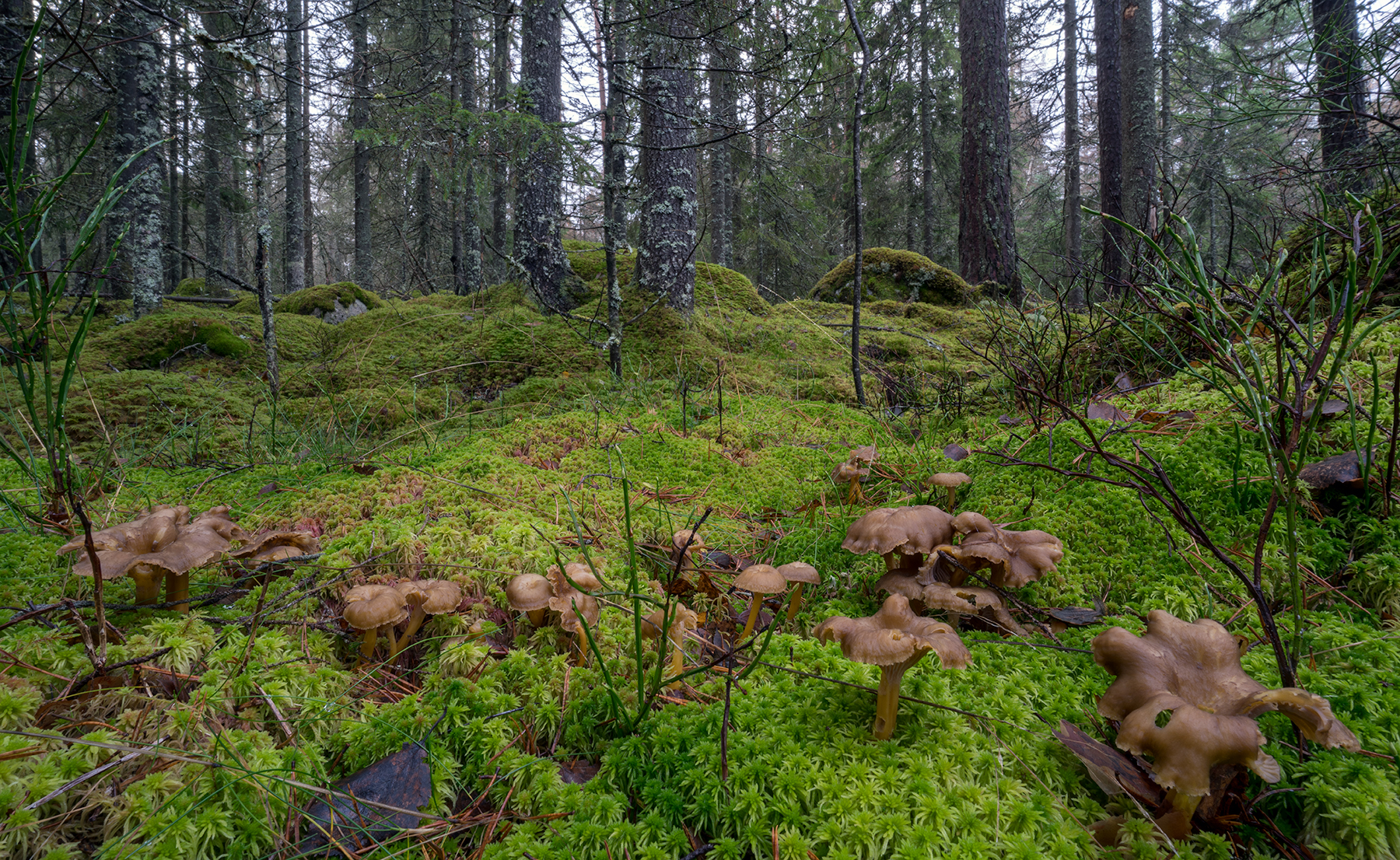
Trattkantareller i Fermansbo urskog.
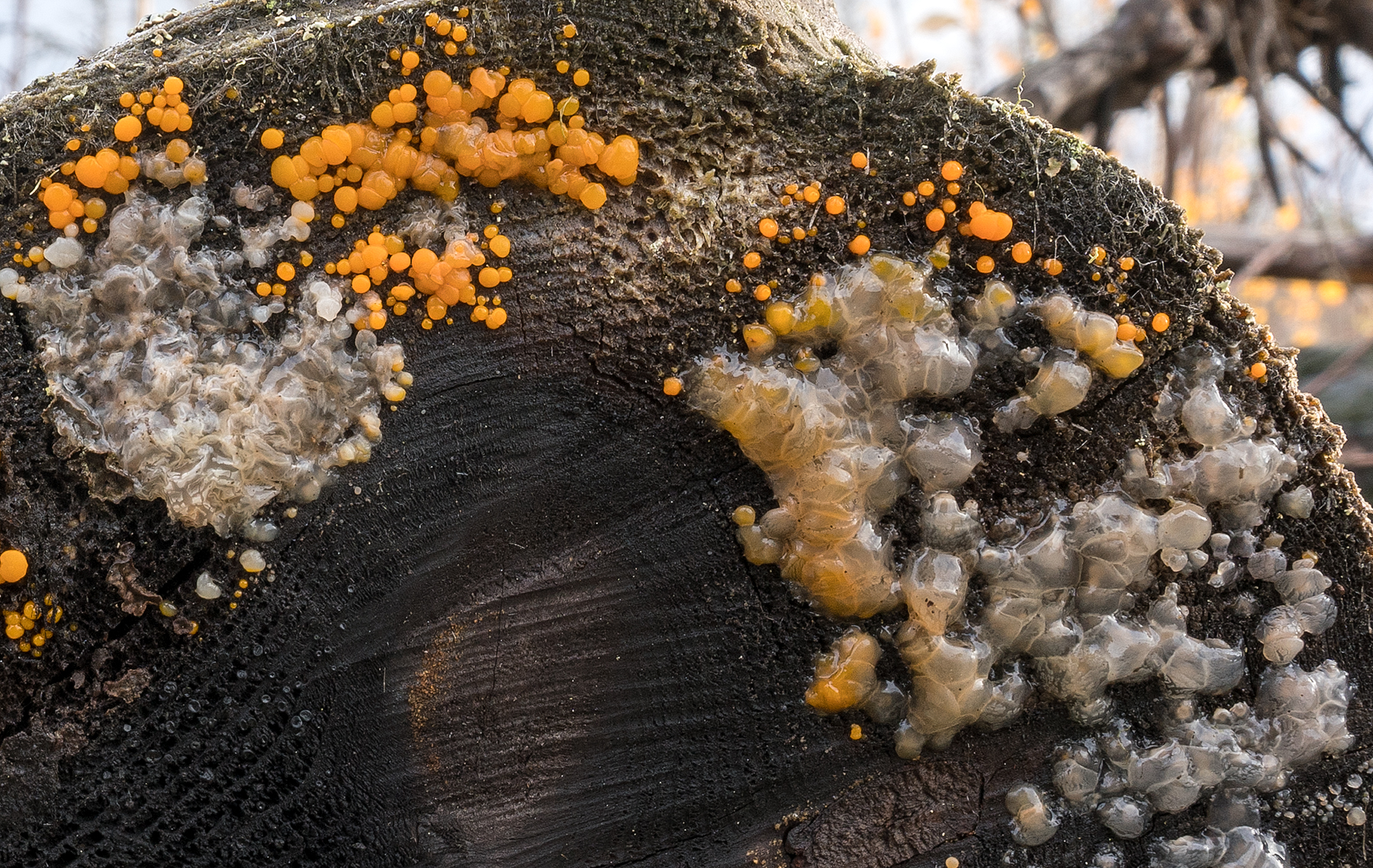
Vedplätt och en annan slemsvamp.
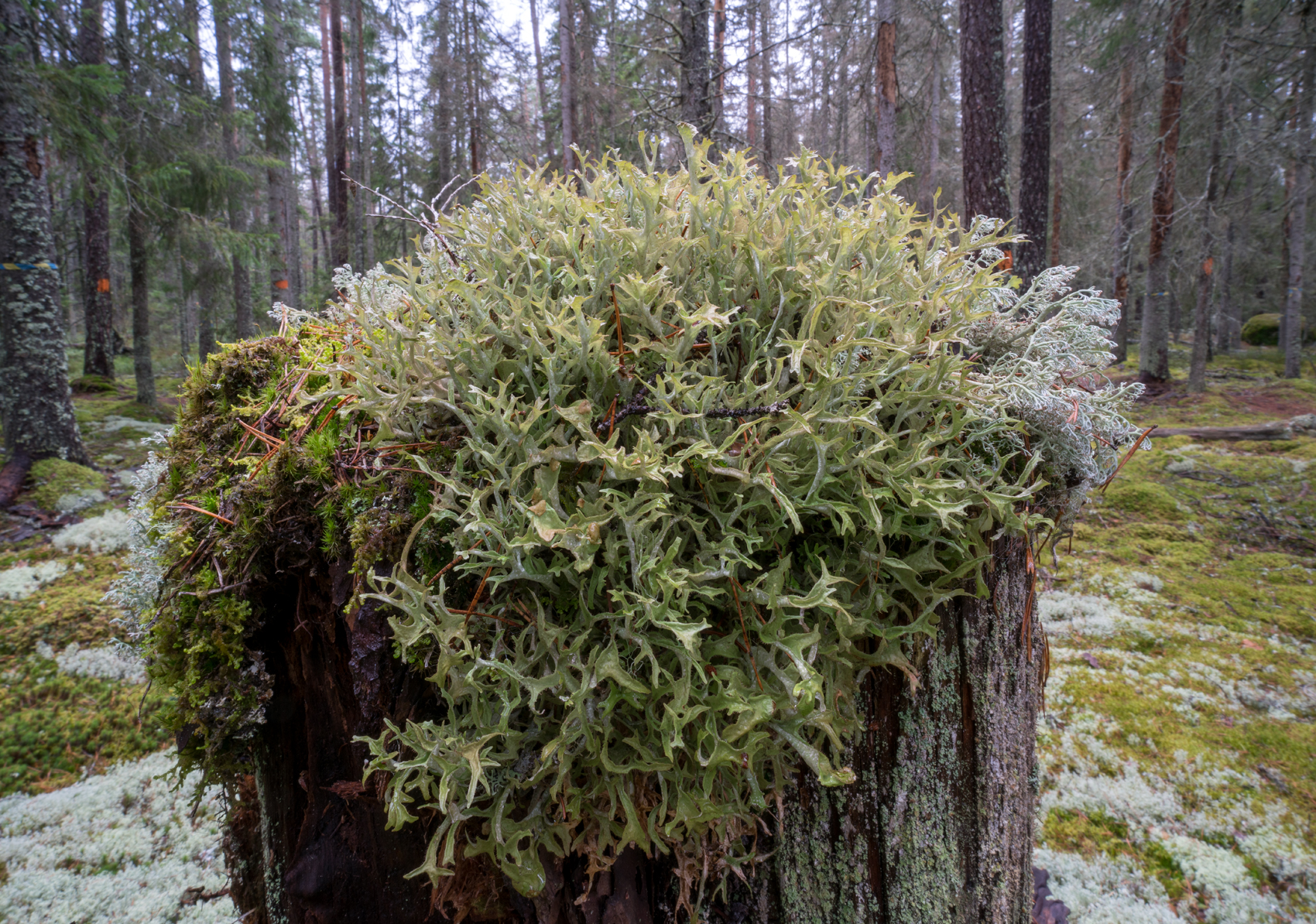
Islandslav på stubbe.
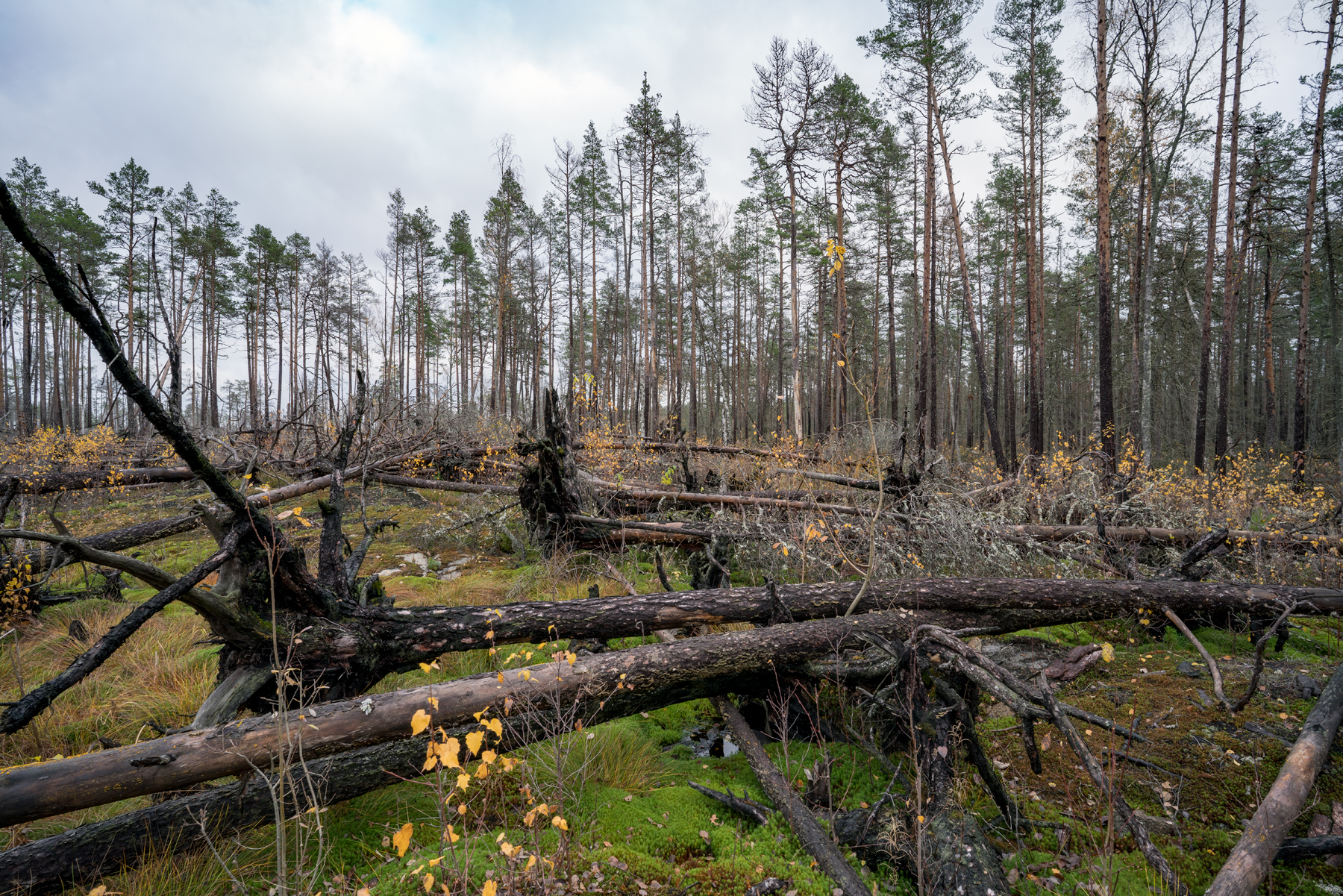
Omkullblåsta träd som dött i skogsbranden 2014.